# Mercury Falling
A Mercury Falling Sting hatodik albuma. 
A lemez dalszövege a „mercury falling” szavakkal indul és fejeződik be.

## Számok
1. The Hounds of Winter – 5:27
2. I Hung My Head – 4:40
3. Let Your Soul Be Your Pilot – 6:41
4. I Was Brought to My Senses – 5:48
5. You Still Touch Me – 3:46
6. I'm So Happy I Can't Stop Crying – 3:56
7. All Four Seasons – 4:28
8. Twenty Five to Midnight – 4:09 (Excluded from original Canada/US releases)
9. La Belle Dame Sans Regrets – 5:17
10. Valparaiso – 5:27
11. Lithium Sunset – 2:38

## Előadók
- Sting – ének, basszusgitár
- Dominic Miller – gitár
- Branford Marsalis – szaxofon
- Andrew Love – szaxofon
- Gerry Richardson – Hammond-orgona
- Tony Walters – ének
- Lance Ellington – ének
- Shirley Lewis – ének
- East London Gospel Choir – ének
- Kathryn Tickell – Northumbriai duda, háttérének
- Vinnie Colaiuta – ütőhangszerek
- B.J. Cole – pedál-steel gitár
- Wayne Jackson – trombita
- Kenny Kirkland – billentyűsök